# Danielle Dorris
Pour les articles homonymes, voir Dorris.
Danielle Dorris (née le 22 septembre 2002 à Fredericton) est une nageuse paralympique canadienne. Elle a participé aux Jeux paralympiques de 2016, 2020 et 2024. Elle est double championne paralympique du 50 m papillon S7.

## Vie personnelle
Danielle Dorris a commencé à nager à l'âge de 10 ans. À 13 ans, elle devient la plus jeune athlète de l'équipe paralympique de natation. Danielle est originaire de Fredericton. Dorris est née avec une malformation, dû à une dysplasie radiale bilatérale, ses deux bras sont sous-développés,.

## Carrière sportive

### Jeux paralympiques

#### Premiers Jeux (Rio 2016)
En 2016, âgée de 13 ans, elle participe aux essais olympiques à Toronto. Elle participe aux Jeux paralympiques de Rio dans les catégories suivantes: 100 m papillon et 100 m dos et obtient les résultats suivants: 10e place au 100 m papillon et 15e place au 100 m dos.

#### Seconds Jeux (Tokyo 2020)
À ses seconds Jeux, Danielle remporte deux médailles et bat deux fois le record paralympique. Une médaille d'or dans la compétition de 50 m papillon S7 grâce à un temps record de 32 secondes 99 et une médaille d'argent dans la compétition 100 m dos S7 avec un temps de 1 minute 21 secondes 91.

#### Troisièmes Jeux (Paris 2024)
Âgée de 21 ans, Danielle Dorris a conservé son titre de championne paralympique du 50m papillon S7 avec un temps de 32 secondes 66.